# Góra (gmina)
Góra est une gmina mixte du powiat de Góra, Basse-Silésie, dans le sud-ouest de la Pologne. Son siège est la ville de Góra, qui se situe environ 69 km au nord-ouest de la capitale régionale Wrocław.
La gmina couvre une superficie de 268,74 km2 pour une population de 20 876 habitants en 2006.

## Géographie
La gmina est bordée par les gminy de Bojanowo, Jutrosin, Krobia, Pakosław, Pępowo, Poniec et Rawicz.